# Kupferproteine
Kupferproteine oder Cuproproteine sind Proteine, die ein oder mehrere Kupferionen als prosthetische Gruppe enthalten. Sie besitzen ähnliche Funktionen wie Eisenhaltige Proteine und dienen etwa als Sauerstofftransporter (Hämocyanin, analog zu Hämerythrin) und Oxidoreduktasen (Laccase, Caeruloplasmin und Cytochrom-c-Oxidase). Viele Kupferproteine besitzen eine blaue Farbe.
Zu den Kupferproteinen gehört etwa das Plastocyanin, welches von einigen Cyanobakterien und Pflanzen gebildet werden kann. Auch das „blaue Blut“ von Schnecken, Tintenfischen, Spinnen, Skorpionen u. a. enthält Sauerstoff transportierende Kupferproteine, deren Färbung auf Hämocyanine zurückzuführen ist. Diese sind bis zu mehrere hundert Male größer als die kleinen, blauen Kupferproteine. Sie unterscheiden sich von denen der Weichtiere und Gliederfüßer jedoch um rund 90 Prozent. Lediglich ein kleiner Abschnitt aus 42 Aminosäuren ist konserviert, was auf einen gemeinsamen Ursprung der kleinen, blauen Kupferproteine hinweist, da diese in allen drei Organismenreichen anzutreffen sind – bei Archaea ebenso wie in Bakterien und Eukaryoten.